# نيكول كون
نيكول كون (بالإنجليزية: Nicole Conn)‏ هي مخرجة أمريكية، ولدت في 29 أكتوبر 1959 في ميسا في الولايات المتحدة.

## وصلات خارجية
- الموقع الرسمي
- نيكول كون على موقع IMDb (الإنجليزية)
- نيكول كون على موقع ألو سيني (الفرنسية)
- نيكول كون على موقع أول موفي (الإنجليزية)
- نيكول كون على موقع قاعدة بيانات الفيلم (الإنجليزية)
- نيكول كون على موقع كينوبويسك (الروسية)